# Eot (Insel)
Eot ist eine kleine Insel von Chuuk, einem Teilstaat der Föderierten Staaten von Mikronesien. Sie liegt im Zentrum der Lagune des Chuuk-Atolls, direkt vor der Nordostküste der deutlich größeren Insel Udot. Eot zählt zur Gruppe der Faichuk-Inseln.

## Geographie
Mit einer Landfläche von 49 Hektar ist Eot die kleinste bewohnte Insel der Faichuk-Inseln. 2010 hatte Eot 266 Einwohner.